# Kurt Lewin
Kurt Lewin (/ləˈviːn/ lə-VEEN; ngày 09 Tháng 9 năm 1890 - ngày 12 tháng 2 năm 1947) là một nhà tâm lý học người Mỹ gốc Đức được biết đến như là một trong những người tiên phong hiện đại của xã hội, tổ chức, và tâm lý học ứng dụng tại Hoa Kỳ. Bị đày khỏi vùng đất nơi ông sinh ra, Lewin đã tạo ra một cuộc sống mới cho chính mình, trong đó anh tự xác định và đóng góp của mình trong ba lăng kính phân tích: nghiên cứu ứng dụng, nghiên cứu hành động và giao tiếp nhóm là những đề xuất chính của ông trong lĩnh vực truyền thông.
Lewin thường được công nhận là "người sáng lập tâm lý học xã hội" và là một trong những người đầu tiên nghiên cứu động lực học nhóm và phát triển tổ chức. Khảo sát Review of General Psychology, xuất bản năm 2002, đã xếp hạng Lewin là nhà tâm lý học được trích dẫn nhiều thứ 18 trong thế kỷ 20.